# Pina Pellicer
Josefina Yolanda Pellicer López de Llergo (Ciudad de México, 3 de abril de 1934-Ciudad de México, 6 de diciembre de 1964), conocida como Pina Pellicer, fue una actriz mexicana. Participó en películas y producciones de televisión mexicanas y extranjeras, y también intervino en algunas obras de teatro.
Pellicer nació y se crio en Ciudad de México. Su tío fue el poeta Carlos Pellicer Cámara. Desde muy pequeña mostró interés por las artes y junto con su hermana, Pilar Pellicer, tomó clases de baile en el INBA, lugar donde junto con Pilar, fue seleccionada para aparecer como extra en la película La liga de las muchachas de 1950. Su vida como estudiante continuó en la Facultad de Filosofía y Letras de la UNAM, donde llegó a trabajar con figuras como Carlos Monsiváis y Edmundo O'Gorman. En 1953, formó parte del movimiento de teatro universitario, donde participó en la compañía de teatro clásico de Álvaro Custodio y más tarde junto con Pilar se inscribió en el Estudio escénico de Seki Sano. En marzo de 1958, tuvo su primera oportunidad en el teatro profesional con la obra El diario de Ana Frank, presenciada por el productor estadounidense Frank Rosenberg, quien la eligió para estelarizar con Marlon Brando la película One-Eyed Jacks (1961). En junio de 1959, participó en Macario (1960), la primera producción mexicana nominada a los premios Óscar en 1961 como mejor película extranjera, y se le otorgó un premio Cuauhtémoc por su actuación en el filme.
En 1960, Pellicer produjo la obra Margarita Gautier basada en La dama de las camelias, pero no fue bien recibida por la crítica y tras esto decidió retirarse del teatro. En julio de 1961, obtuvo el premio a la mejor interpretación femenina en el Festival de San Sebastián. En 1962, protagonizó la película española Rogelia y al año siguiente también estelarizó la cinta mexicana Días de otoño (1963), filme por el cual recibió los premios a mejor actriz Diosa de plata, Festival Internacional de Cine de Mar del Plata de 1964, premio Ónix otorgado por la Universidad Iberoamericana y otro premio Cuauhtémoc. En 1963, participó en la serie estadounidense The Fugitive. En 1964, participó en la serie The Alfred Hitchcock Hour (episodio The Life Work of Juan Diaz), protagonizó la telenovela  mexicana La dama de corazones y apareció en el programa teleteatro de misterio Pacto de medianoche.
En diciembre de 1964, Pellicer fue hallada muerta dentro de su departamento localizado en la Colonia Condesa. Su muerte fue a causa de suicidio por una sobredosis de barbitúricos. Póstumamente, en 1965, se lanzó la película El pecador, filme en el cual participó y grabó en julio de 1964.

## Biografía y carrera

### 1934-1957: primeros años e inicios actorales
Josefina Yolanda Pellicer López de Llergo nació el 3 de abril de 1934 en Ciudad de México. Sus padres fueron César Pellicer Sánchez Mármol y Pilar López de Llergo y fue la tercera de ocho hijos. Sus hermanos fueron: Taide, Pilar, César, Tomás, José Manuel, Ana y Jorge. Vivían en la calle Ámsterdam número 301 de la colonia Hipódromo Condesa. Aunque todos nacieron y se criaron en Ciudad de México, también se mantuvieron en contacto y visitaban Tabasco.
De acuerdo con sus hermanas Taide y Pilar, cuando Pellicer era pequeña en su escuela se portaba bien y la maestra le permitía representar las historias que ella misma había creado con su imaginación. Sus hermanas declararon que Pellicer siendo pequeña era melancólica a pesar de que a esa edad no tenían conciencia de ello su sensibilidad era exacerbada y hubo gestos y acciones que la perturbaban profundamente. Más tarde siendo adolescente, sus estados depresivos se agudizaron y se volvió más introvertida. Pina, Pilar y Taide asistieron a una escuela primaria bilingüe, algo que le ayudaría en su carrera dentro de Hollywood, aunque igualmente tuvo que tomar clases especiales para mejorar su acento y dicción. También compartían un gusto por la lectura. Al terminar la secundaria, ella y Pilar trabajaron durante un año pues ambas estaban dudosas en saber si estudiarían una carrera o no en una escuela privada, optando por no hacerlo debido a su economía. Tras esto, Pina presuntuosamente entró a la preparatoria a los dieciséis años. Junto con Pilar, tomó clases de danza en el INBA, donde ambas fueron reclutadas para participar en algunos números de baile para la película La liga de las muchachas de 1950. También incursionó en el mundo del modelaje, aunque no por mucho tiempo ya que uno de sus principales intereses era el teatro.
Pellicer estudió historia en la Facultad de Filosofía y Letras de la UNAM. Gracias a su forma de relacionarse en la vida universitaria, consiguió un lugar de trabajo en la misma Universidad Nacional. Durante su trabajo en la universidad, escribió junto a Carlos Monsiváis en la Gaceta Universitaria, escribió textos para las solapas en las ediciones de la Universidad y leyó poemas y textos que se transmitían por la Radio UNAM (XEUN-FM). También colaboró con el historiador Edmundo O'Gorman, en el departamento de publicaciones. En 1953, se involucró en el movimiento teatral universitario y su primera experiencia dentro del teatro fue con Álvaro Custodio en su compañía de teatro clásico, en la cual tuvo papeles menores. Junto a su hermana Pilar, decidió inscribirse en el entonces famoso Estudio escénico de Seki Sano con el objetivo de perfeccionarse en el arte teatral.

### 1956-1960: teatro,One-Eyed JacksyMacario
Cerca de marzo de 1957, fue recomendada al director de escena teatral Héctor Mendoza por su amigo Juan Soriano, quien le dio la oportunidad de aparecer en el tercer programa de Poesía en voz alta, puestas en escena escritas por Octavio Paz, Juan José Arreola y Héctor Mendoza. Además de ese, también intervino en otros cuatro montajes, mismos que le dieron proyección y reconocimiento. En abril de ese año, hizo su debut en el grupo de Poesía en voz alta con un papel en el corto El buen amor.
En marzo de 1958 y con apoyo de María Tereza Montoya, recibió su primera oportunidad en el teatro profesional con la obra El diario de Ana Frank, en la cual fue vista por el productor estadounidense Frank Rosenberg y el cual la eligió para ser coestelar junto a Marlon Brando en la película estadounidense One-Eyed Jacks (1961), donde compartió créditos junto a su compatriota Katy Jurado. Sin embargo, la experiencia a participar en Hollywood le causó ambos, miedo e inseguridad, declarando esto:

Cuando me invitaron a hacer una prueba para la película, lo tomé como una broma. Sin embargo, salí de mi curiosidad: quería saber en qué consistían las pruebas de cine en Hollywood. Como otras aspirantes a actrices también probaban, me volví más segura de mí misma. Cuando llegó mi turno, por primera vez en muchos años, me sentí completamente a gusto [...] Sin embargo, al llegar a Hollywood me volví nerviosa. Me dijeron que tenía que ir a California y tomar las pruebas finales. Un par de minutos antes de la prueba, Marlon me llamó y me dijo «Señorita, quiero que esté conmigo en la película, haga exactamente lo que se indica en el guion y nada más. Te ordenó no ponerte nerviosa.» Creo que confié en él, porque actué muy a gusto: pero al completar la prueba pensé que iba a tener un ataque al corazón. Estaba muy nerviosa y a punto de ponerme histérica.
Pellicer hablando sobre su incursión en Hollywood

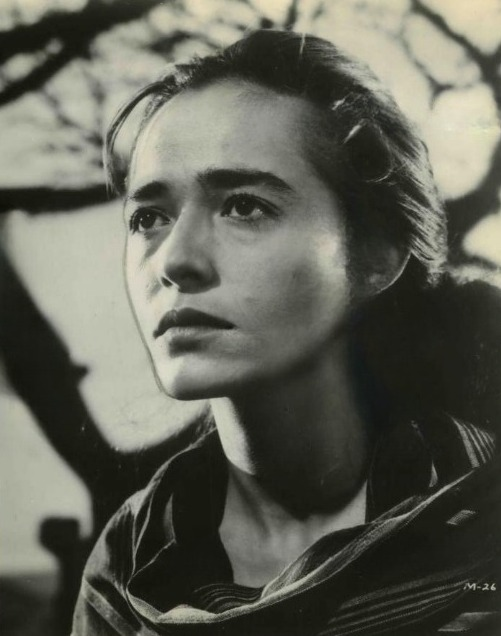
En foto publicitaria para Macario (1960).

En junio de 1959, fue invitada a protagonizar Macario (1960) junto al actor mexicano Ignacio López Tarso. A la par, alternaba filmando One-Eyed Jacks en Estados Unidos, mientras que en México Macario se estrenó en junio de 1960. La antedicha cinta se convirtió en su primera película, además de ser la primera producción mexicana en ser nominada a los premios Óscar en 1961 en la categoría a mejor película extranjera. También fue galardonada con un premio Cuauhtémoc por su actuación en el filme. Tras su éxito en el cine, en 1960 apareció en la obra Electra y produjo el controversial montaje Margarita Gautier basada en La dama de las camelias de Alejandro Dumas hijo, la cual también fue su despedida del escenario teatral luego de los enconados ataques que la crítica le propinó y dejó el teatro a pesar de que este era su verdadera pasión. Pero aun así, decidió continuar trabajando en otros proyectos teatrales en los últimos cuatro años de su vida, entre ellos La dama boba, de Elena Garro.

### 1961-1964:Rogelia,Días de otoñoy televisión
En julio de 1961, se le otorgó el premio a la mejor interpretación femenina en el Festival de San Sebastián, el cual la convirtió en estrella internacional. Este mismo año, su familia se mudó a la Colonia Narvarte, y ahí Pellicer regresó con su familia por un corto periodo de tiempo, pero logró convivir con sus hermanos Ana y Jorge, pues ambos aún eran muy pequeños cuando dejó su casa por primera vez. En este punto, Pellicer abandonó sus estudios y se dedicó principalmente a viajar debido a los compromisos que su nueva carrera como actriz le exigían.

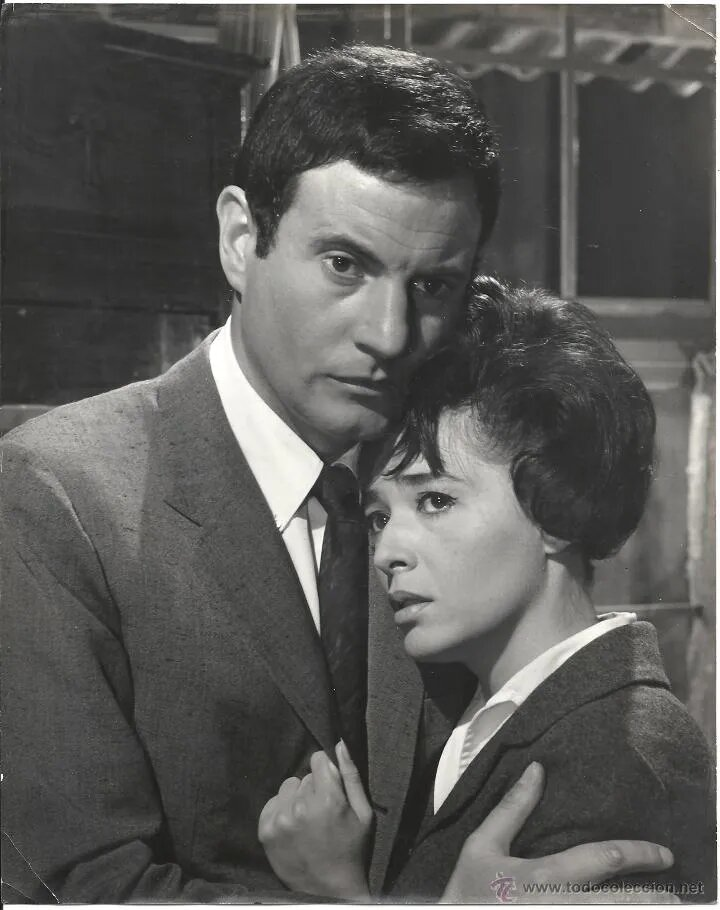
Junto a Arturo Fernández en Rogelia (1962).

En 1962, fue llamada de España por Rafael Gil para protagonizar su película Rogelia (1962). En el filme compartió créditos junto al actor español Arturo Fernández. Luego de pasar una temporada en París junto al fotógrafo Michel Kelber, Pellicer regresó a México en 1963 para protagonizar la película Días de otoño (1963), dirigida también por Roberto Gavaldón y compartiendo créditos junto a Adriana Roel, Evangelina Elizondo y nuevamente con Ignacio López Tarso. Por su actuación en la película recibió los premios por mejor actriz Diosa de plata y el del Festival Internacional de Cine de Mar del Plata de 1964, así como el premio Ónix concedido por la Universidad Iberoamericana y otro premio Cuauhtémoc. Con el inicio de su carrera e incursión en Hollywood también se le presentaron varios ofrecimientos de trabajo, de los cuales solo aceptó actuar en televisión para no estar sujeta a ningún contrato con productoras cinematográficas. En 1963, participó en la serie de televisión estadounidense The Fugitive (1963) en el episodio Smoke Screen.

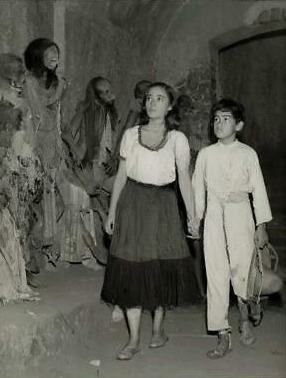
Con Larry Domasin en el episodio «The Life Work of Juan Diaz» (1964) de la serie The Alfred Hitchcock Hour.

A principios de 1964, protagonizó en la telenovela La dama de corazones (también conocida como «La dama de picas»), obra de Aleksandr Pushkin, adaptada por Vicente Leñero. Además, apareció en la serie estadounidense The Alfred Hitchcock Hour en el episodio The Life Work of Juan Díaz. Ese mismo año, apareció en los que serían sus últimos trabajos; el primero fue en un programa llamado Gran teatro y el segundo en el teleteatro de misterio Pacto de medianoche junto a Manolo Fábregas. En dicho programa Pellicer interpretó a Elsa, una joven que pensaba suicidarse en una noche de invierno y escribía una carta. Fábregas declaró al periódico Excélsior que durante los ensayos del programa ella se mostró sumamente nerviosa, tanto así que tuvo que calmarla varias veces porque se daba cuenta de que le temblaban las manos y sudaba mucho. Esta anécdota cobró nuevo sentido a raíz de su muerte ese mismo año.

### 1965:El pecador
Previo a su fallecimiento, Pellicer participó en la película El pecador (1965) filmada del 6 al 24 de julio de 1964, en la que compartió créditos junto a Joaquín Cordero, Marga López y Arturo de Córdova. La cinta fue estrenada de manera póstuma en 1965.

## Vida personal
Pellicer era una persona muy reservada, algo sobre lo que declaró: 

No me gusta hablar de sentimientos porque si otros descubren cómo soy, lo usarán como arma contra mí para hacerme daño.

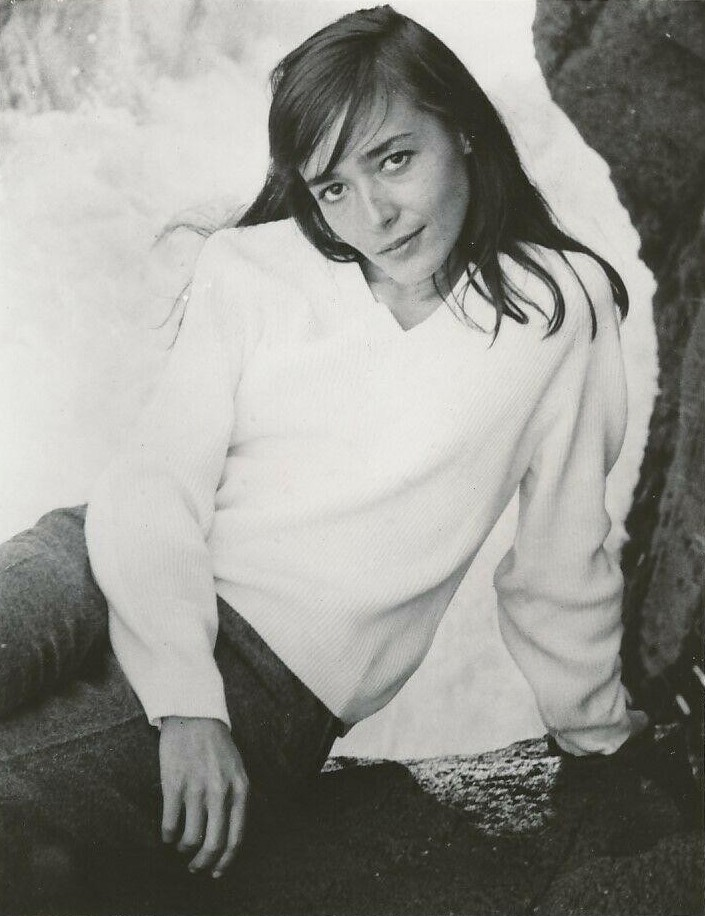
Retratada en 1961.

Uno de sus poemas favoritos era el de John Donne que dice: «Send not to know for whom the bell tolls, / it tolls for thee.» (en español, «No preguntes por quién doblan las campanas, / doblan por ti»).
Su tío era el poeta Carlos Pellicer Cámara y además de él y ella, en su familia también destacaron sus hermanas: la actriz Pilar Pellicer y la escultora Ana Pellicer. Es tía de la actriz Ariane Pellicer; su hermana Pilar es madre de Ariane. Aunque no se sabe con certeza, su padre supuestamente falleció en 1963 y fue un duro golpe moral para ella, pues lo consideraba un gran consejero.
Durante su estancia en el Estudio escénico de Seki Sano, conoció a Adriana Roel, quien también se convertiría en actriz y con quien compartiría créditos en la película Días de otoño (1962).
En la agencia funeraria a la que su cuerpo fue llevado para ser embalsamado, se reveló que Pellicer había estado casada con el hotelero Ramón Naves. Su matrimonio con este hombre solamente duró algunos meses del año 1963, ya que supuestamente ella no se habría adaptado a la vida matrimonial, al ser una mujer acostumbrada mayormente a estar sola. Sin dar explicaciones se separó de él, y este matrimonio solo lo conocían su amigo Salomón y sus hermanas. Sobre su aislamiento, se dijo que en cuanto tuvo la oportunidad, se separó de su familia para vivir sola, pero aun así visitaba con frecuencia a sus padres y a sus hermanos.
De acuerdo con el autor Reynol Pérez Vázquez, Pellicer fue una actriz admirada por los «intelectuales», ya que era una mujer moderna que en su época logró romper con varios estereotipos a los que se acostumbraba en ese entonces. También comentó que fue muy admirada por el director y productor inglés Alfred Hitchcock. En una nota de un periódico del año 1964, se encontró el siguiente escrito que afirma la admiración de Hitchcock por Pina: 

«Para él era una actriz en toda la extensión de la palabra. Le hablaba por teléfono desde Hollywood para saludarla o solicitar todos sus servicios. Inclusive, Pina estaba en los planes del mago del suspenso para películas futuras.»

El 3 de junio de 1964, el periódico Excélsior informó que la actriz había sido víctima de un robo el 26 de marzo de ese año. De acuerdo al reportaje, su domicilio en Pachuca 131-101, en la colonia Condesa, había sido saqueado, pues al llegar al mismo notó que la puerta estaba abierta y al ir a su recámara vio que su alhajero había sido abierto, y además faltaban cosas en su sala. Los objetos que le robaron incluyeron un broche de zafiros y brillantes valuado en siete mil pesos, un broche de perlas que valía 1,500 pesos, una medalla de nácar y brillantes, que valía más de tres mil pesos, un tocadiscos estereofónico, y todos sus discos.

## Muerte
Con 30 años de edad, Pellicer vivía sola en un departamento del edificio Pachuca 131, ubicado en la Colonia Condesa, Ciudad de México. El sábado 5 de diciembre de 1964, conversó telefónicamente con Lonka Beker, su representante, y depositó una carta en el correo escrita en una hoja azul y perfumada con «Arpège» (su fragancia favorita). Esta iba dirigida a Salomón Laiter, un amigo suyo que conoció en 1954 cuando apenas iba iniciando su carrera en el teatro universitario. De acuerdo con él, la llegó a apreciar como a una hermana. Además de la carta, también le envió un cheque con la cantidad de $2000 pesos que incluía instrucciones para pagar las deudas que quedaba a deber.
En la misiva se leía lo siguiente: 

«Querido Chalo: Sé que entenderás perfectamente mi cansancio; ya no tengo fuerzas… Tal vez nunca hubiera llegado a la desilusión total; creo en los seres humanos, creo sobre todo en los que me quieren y siento defraudarlos, pero no puedo más. Pina.»

A Salomón se le entregó esto el 10 de diciembre, e inmediatamente después de recibirlo, salió de su departamento ubicado en la colonia Anzures rumbo al de Pellicer. Ahí acordó encontrarse con Lonka Beker. Ella ya lo estaba esperando en la entrada del edificio. Salomón toco varias veces la puerta de su departamento sin obtener respuesta. Ante esta situación, habló con María Cruz González, la portera del edificio, quien le aseguró que ella no había salido de su departamento desde el sábado 5 de diciembre, y desde hacía seis días no la veía. Angustiados al saber esto, decidieron forzar las cerraduras de la puerta del departamento, y al abrirlo, descubrieron el cuerpo de Pellicer recostado sobre la cama de su dormitorio. En su recámara la policía encontró tres frascos vacíos; dos de Valium y otro con cápsulas de Neohebaral, de los cuales, se supuso que la actriz había ingerido todas las pastillas. Su causa de muerte fue descrita como una intoxicación por barbitúricos, que de acuerdo a la carta de despedida dejada por ella y dicho de otra manera, se debió a un suicidio por una sobredosis de barbitúricos. De acuerdo a su acta de defunción, su fallecimiento se produjo el día 6 de diciembre a las 10 de la noche, la misma erróneamente menciona que tenía 29 años.

### Funeral

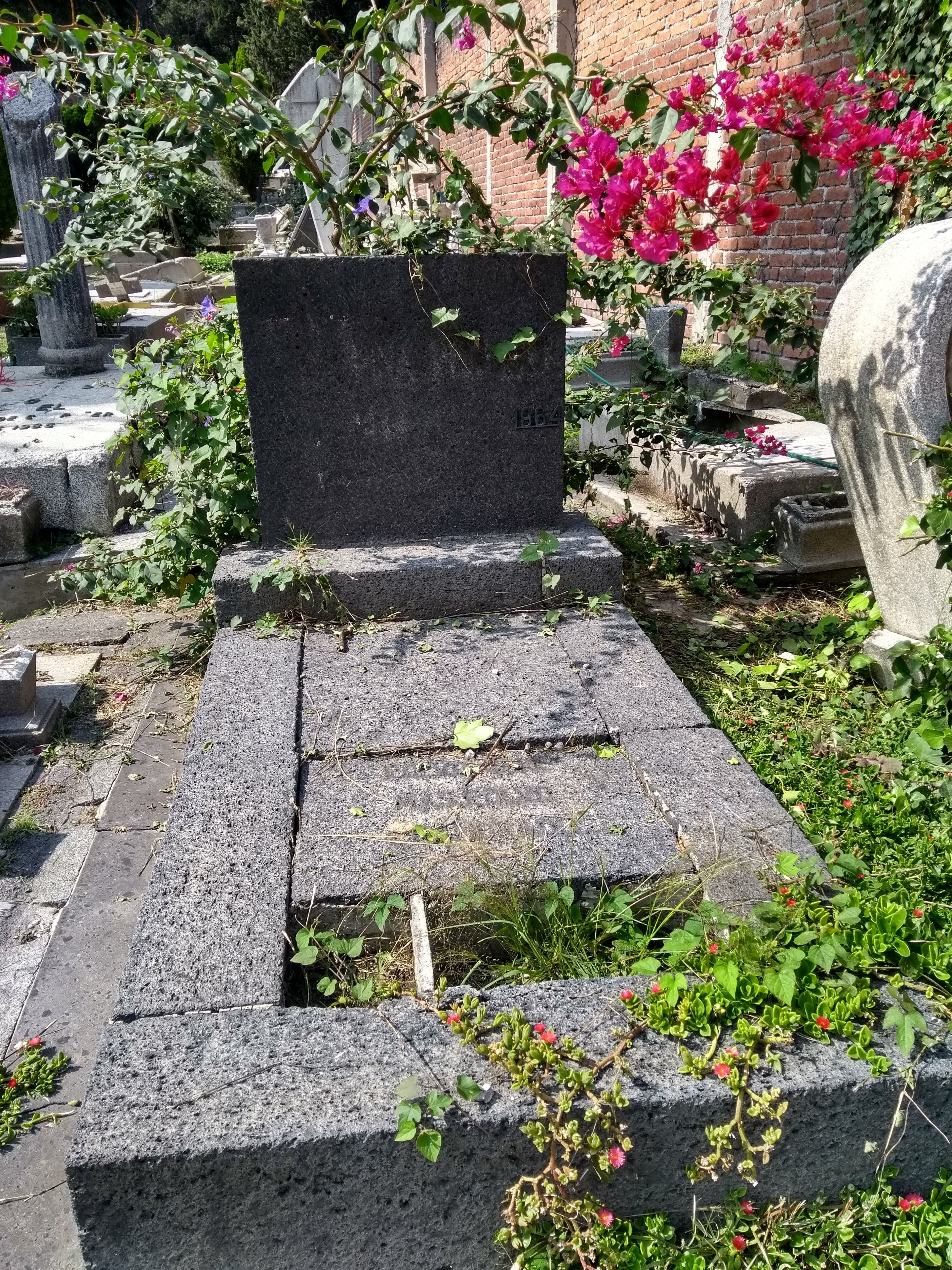
Tumba de Pellicer, fotografiada en 2021. Se encuentra ubicada en el Panteón Jardín, en Ciudad de México.

El 11 de diciembre de 1964, su cuerpo fue enterrado en la parcela de la Asociación Nacional de Actores (ANDA) del Panteón Jardín, ubicado en la misma ciudad. Algunas de las figuras notables que asistieron a su funeral incluyeron al cantante y compositor José Ángel Espinoza «Ferrusquilla», los actores Víctor Manuel Mendoza e Ignacio López Tarso, la actriz Rita Macedo y su hija Julissa, los directores de cine Roberto Gavaldón, Julio Bracho, y Emilio «El Indio» Fernández, el agregado cultural de la Embajada de Francia, Jean Sirol, el productor de televisión Luis de Llano, su tío el poeta Carlos Pellicer, algunos de sus amigos, y sus hermanos. Con notabilidad, destacó la ausencia de su madre, quien se encontraba delicada de salud al enterarse de su muerte.

### Posibles motivos
Ni sus hermanas, ni su representante, supieron las causas que la orillaron a suicidarse. Su amigo Salomón sabía porque Pina se encontraba hundida en una profunda depresión, además de estar enterado sobre todos sus problemas, pero él nunca quiso revelarlos. Él solamente afirmó que en aquellos días los productores mexicanos de cine, teatro y televisión habían llevado a Pellicer a tomar esta decisión, pues jamás le concedieron el lugar que merecía y que se había ganado a pulso en el extranjero, donde además de elogios, había conquistado un significativo sitio dentro de la cinematografía mundial. Según sus declaraciones, Pina consideraba que había fracasado en México cuando veía que las puertas se le cerraban en los despachos de los productores y esto trajo consigo que se destrozara moralmente. Asegurando tener conocimiento de la amargura y soledad en que Pellicer vivía, declaró lo siguiente: 

«Mi amiga Pina sufría una fuerte depresión, ya que había trabajado en el extranjero con mucho éxito y en nuestro país no la llamaban para representar un papel en el cine, teatro o televisión. Eso la desmoralizaba.»

En su diario personal, se encontró el siguiente escrito:

«Seres como yo deberían tener la libertad de morir en el momento en que la tristeza empezara a invadirlos, porque los seres como yo somos seres débiles, incapaces de decirle no a la tristeza, no a la vida, nos dejamos llevar, nos dejamos vivir, nos dejamos morir por la tristeza.»

## Influencias

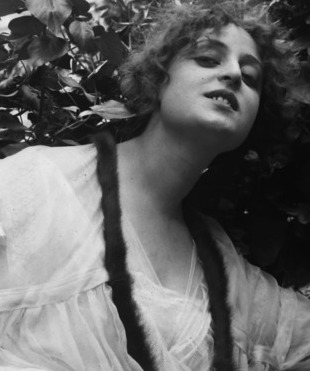
Pina Menichelli, c. 1932.

Se inspiró en la actriz italiana, Pina Menichelli, para crear su nombre artístico debido a la profunda admiración que le tenía.

## Honores póstumos
La poetisa Pita Amor escribió un poema en su memoria:

Tanto eras para la vida que tú elegiste la muerte, así cerraste tu suerte con tu alada y santa huida. Niña buena entretejida de esperanzas y temores, niña que nos dio fulgores de alto cielo y armonía en la cruel melancolía de tus ojos que eran flores. Flores abiertas al cielo, flores que a mí me arrobaron, flores que hoy se marchitaron, y me invadieron de duelo. Yo me he muerto con tu vuelo, mas voy a seguir viviendo porque tú irás existiendo en cada latido mío; yo te sacaré del frío abismo en que estás naciendo.

### Libro
En 2006 el libro Pina Pellicer: luz de tristeza (1934-1964), fue publicado por Reynol Pérez Vázquez y su hermana Ana Pellicer, el cual habla sobre su vida y carrera, además de contener comentarios de amigos y conocidos suyos. En una entrevista acerca del libro, su hermana Ana comentó lo siguiente:

Lo más difícil de hacer el libro, fue no poder entender por qué se suicidó, no poder tenerla; saber que nunca tuvo el amor, que nunca pudo ser totalmente feliz. Pina vivió muy poco; fue una actriz magnífica con una belleza singular, pero con una tristeza y melancolía tremendas. Hizo grandes cosas en cinco años, pero dejó una huella, y una de las ideas era dejar el impacto de su vida.

## Filmografía

### Cine
| Año  | Título                   | Papel                | Notas                     |
| ---- | ------------------------ | -------------------- | ------------------------- |
| 1950 | La liga de las muchachas | Bailarina            | Extra / no acreditada     |
| 1960 | Macario                  | La esposa de Macario |                           |
| 1961 | One-Eyed Jacks           | Louisa               | Producción estadounidense |
| 1962 | Rogelia                  | Rogelia              | Producción española       |
| 1963 | Días de otoño            | Luisa                |                           |
| 1965 | El pecador               | Irma                 | Lanzamiento póstumo       |

### Televisión
| Año  | Título                    | Papel                 | Notas                                  |
| ---- | ------------------------- | --------------------- | -------------------------------------- |
| 1963 | The Fugitive              | María Álvarez         | Episodio: «Smoke Screen»               |
| 1964 | The Alfred Hitchcock Hour | María Díaz            | Episodio: «The Life Work of Juan Díaz» |
| 1964 | Gran teatro               | Personaje desconocido | Episodio: «Electra»                    |
| 1964 | Pacto de Medianoche       | Elsa                  | Producciones posiblemente perdidas     |
| 1964 | La dama de corazones      | Personaje desconocido | Producciones posiblemente perdidas     |

## Premios
| Año  | Premio                                          | Categoría                     | Trabajo nominado | Resultado | Ref.          |
| ---- | ----------------------------------------------- | ----------------------------- | ---------------- | --------- | ------------- |
| 1961 | Premio San Sebastián                            | Mejor interpretación femenina | One-Eyed Jacks   | Ganadora  | [ 43 ]        |
| 1964 | Festival Internacional de Cine de Mar del Plata | Mejor actriz                  | Días de otoño    | Ganadora  | [ 44 ] [ 45 ] |
| 1964 | Diosas de Plata                                 | Mejor actriz                  | Días de otoño    | Ganadora  | [ 46 ]        |